# Shūji Terayama
Shūji Terayama (寺山 修司, Terayama Shūji, 10 de dezembro de 1935 – 4 de maio de 1983) foi um poeta, dramaturgo, escritor, diretor de filmes e fotógrafo vanguardista japonês. Muitos críticos o consideram um dos artistas mais produtivos e provocativos a sair do Japão. Ele foi citado como influência por muitos cineastas japoneses dos anos 1970 em diante.

## Obras
Suas obras são bastante reconhecidas pelas suas grandes doses de experimentalismo.

### Peças
- La Marie-Vision / Kegawa no Marie (1967)
- Sho o Suteyo Machi e Deyō (1968)
- The Crime of Dr. Gali-gari / Gali-gari Hakase no Hanzai (1969)
- The Man-powered Plane (1970)
- Jashumon (1971)
- Run, Melos / Hashire Melos (1972)
- The Opium War / Ahen Senso (1972)
- Knock (1975)
- Note to a Blind Man / Ekibyo Ryuko-ki (1975)
- The Ship of Fools / Aho-bune (1976)
- The Miraculous Mandarin / Chugoku no Fushigina Yakunin (1977)
- Directions to Servants / Nuhikun (1978)
- Lemmings to the End of the World / Lemmings - Sekai no Hate Made Tsurettete (1979)

### Contos de ficção
Colecionados em: The Crimson Thread of Abandon

### Roteiros
- Haha-tachi (1967), dirigido por Toshio Matsumoto
- Buraikan (1970), dirigido por Masahiro Shinoda
- Third Base (1978), dirigido por Yōichi Higashi

### Curtas
- Catology (1960) (perdido[3])
- Ori (1964)
- Tomato Kecchappu Kôtei (1971, versão curta)
- Janken Sensō (1971)
- Rolla (1974)
- Chōfuku-ki (1974)
- Seishōnen no Tame no Eiga Nyūmon (1974)
- Meikyū-tan (1975)
- Hōsō-tan (1975)
- Der Prozess (1975)
- Marudororu no Uta (1977)
- Keshigomu (1977)
- Nitō-onna – Kage no Eiga (1977)
- Shokenki (1977)
- Issunbōshi o Kijutsusuru Kokoromi (1977)

### Filmes
- Tomato Kechappu Kōtei (1971, long version)
- Joguem Fora Seus Livros e Saiam às Ruas / Sho o Suteyo, Machi e Deyō (1971)[4][5]
- Pastoral: Morrer no Campo / Den'en ni Shisu (1974)
- Bokusā (1977)
- Shanhai Ijin Shōkan (1981)
- Kusa-meikyū (1983)
- Video Letter (1983, com Shuntarō Tanikawa)
- Saraba hakobune (1984)

### Fotografia
- Photothèque imaginaire de Shuji Terayama - Les Gens de la famille Chien-Dieu (1975)

## Leia mais
- Sorgenfrei, Carol Fisher. Unspeakable Acts: The Avant-garde Theatre of Terayama Shuji And Postwar Japan, University of Hawaii Press (2005).
- Ridgely, Steven C.. "Japanese Counterculture: The Antiestablishment Art of Terayama Shuji", University of Minnesota Press (2011).
- Courdy, Keiko. "Influências de Antonin Artaud em Terayama Shuji" em Japanese theater and the International Stage, Brill, Leiden, Países Baixos (2000).